# 段承根
段 承根（だん しょうこん、生年不詳 - 450年）は、中国の五胡十六国から北魏にかけての文人。本貫は武威郡姑臧県。

## 経歴
段暉の子として生まれた。はじめ西秦にあり、西秦が衰えると、父とともに吐谷渾の慕璝を頼った。慕璝が北魏につくと、承根も北魏に帰順した。
承根は学問と弁論を好み、文才があった。司徒の崔浩の推挙を受けて、著作郎となった。承根の文章は当時の人に重んじられたが、行動は軽薄のそしりを受けた。敦煌公李宝に強く気に入られ、承根は李宝に詩を贈った。
450年（太平真君11年）、崔浩が処刑されると、承根は宗欽らとともに死罪となった。

## 伝記資料
- 『魏書』巻52 列伝第40
- 『北史』巻34 列伝第22